# Döse
Döse (plattysk Döös) er en bydel i den tyske by Cuxhaven i Niedersachsen. Kurstedet (Kurort) ligger ved nordspidsen af den nedersaksiske nordkyst.
Döse befinder sig vest for Cuxhaven og er et vigtig turistcentrum. Sydvestlig grænser Döse til Duhnen, sydligste naboby er Stickenbüttel. Øst for Döse befinder bugten Grimmershörnbucht sig med en græsstrand ved floden Elben. I Döse ligger Niedersachsens nordligste punkt. Her munder Elben ud i Nordsøen, som er markeret af sømærket Kugelbake.

## Historie
Döse blev første gang skriftligt nævnt i 1394 som Wester- og Osterdose, som en landsby blev solgt til byen Hamborg. Navnet er afledning af ordet Dose, et sumpet område med mosejord.
Landsbyen udviklede sig ud fra bosættelsen i begyndelsen af det 16. århundrede. I året 1528 blev der bygget et fælles kapel. Siden dette tidsrum satte betegnelsen Döse sig fast. I midten af det 16. århundrede adskilte Döse sig fra der moderkirken i Altenwalde. 1584 blev der tilbygget et kor til kirken, og var en kirke med præst. I året 1816 boede der i Döse 579 indbyggere.
Mellem 1869 og 1879 opstod i nærheden sømærket Kugelbake med den stratetiske gunstige position ved Elbens munding i Nordsøen fæstningen Fort Kugelbake.
1905 blev Döse med nu 2230 indbyggere en del af Cuxhaven, indtil 1937 tilhørte begge Hamborg.

## Kultur og seværdigheder
- Kugelbake i bydelen Döse er et ca 30 meter højt tidligere sømærke.
- I nærheden af Kugelbake befinder Fort Kugelbake sig, som i nutiden er den tyske Nordsøen|Nordsøkyst sidste artillerifæstning.
- Den nygotiske murstenskirke St. Gertrud-Kirche fra 1886 fik sit navn efter Gertrud von Nivelles.

- Kurhus i  Döse Kurpark
- St.-Gertrud-Kirche i bymidten
- Udsigt til vadehavet ved Döse
- Luftfoto af fæstningen Fort Kugelbake
- Kugelbake, Niedersachsens nordligste punkt
- Dige ved Duhnen i retning mod Döse